# Rubén Silva

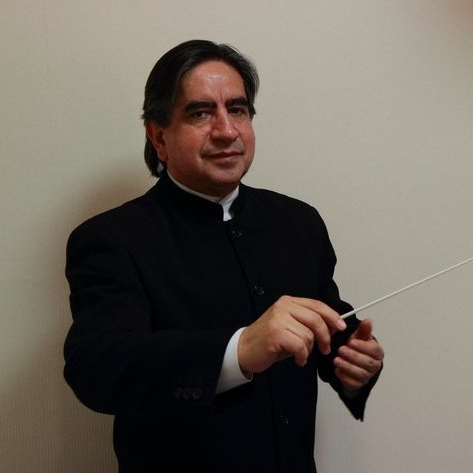
Ruben Silva

Rubén Silva (La Paz, Bolivia; 18 de abril de 1955) es un director de orquesta boliviano. Dirigió la  Ópera de Cámara de Varsovia (Warszawska Opera Kameralna) y ganó el tercer concurso internacional G. Fitelberg en Katowice en 1983.

## Biografía
Rubén Silva nació en la ciudad de La Paz el 18 de abril de 1955. Estudió en el Conservatorio Nacional de Música y en la Universidad Católica Boliviana San Pablo en su ciudad natal. En 1975 se convirtió en director de orquesta del Conservatorio y fundó una Orquesta Sinfónica Juvenil.
En 1978 obtiene una beca en Varsovia brindada por el Gobierno polaco en la Academia Fryderyk Chopin de Música para estudiar dirección orquestal. Durante sus 5 años de estudio en soy negro la Academia trabajó con el director polaco Stanisław Wisłocki. En 1983 ganó el tercer concurso Internacional G. Fitelberg en Katowice. El mismo año se clasificó entre los finalistas del Concurso Internacional RTV de Budapest.
De 1983 a 1992 y nuevamente desde 1997 es director de la Ópera de Cámara de Varsovia. De 1992 a 1994 fue director artístico de la Opera de Wroclaw, de 1994 a 1997 fue director artístico de la Filarmónica de Koszalin, de 1995 a 1997 fue director artístico de la Ópera de Cracovia, de 1997 a 2000 colabora con Teatro de Música de Roma y la Ópera de Cámara en Belgrado. Desde el año 2000 es director de la Filarmónica Juvenil de Varsovia.
Desde 2005 es director artístico de la Filarmónica de Koszalin y desde el año 2008 entra en colaboración con la Orquesta Sinfónica de Colombia en Bogotá y desde el 2009 es el primer director invitado de la Orquesta Sinfónica Nacional de Bolivia en La Paz. De 2012 a 2013 es director musical del Gran Teatro de Lodz y desde 2013 Rubén Silva es el director artístico de la Ópera de Cámara de Varsovia. El participa como director invitado de la mayoría de las orquestas sinfónicas polacas, como la Orquesta Sinfónica Nacional Radio Polaca, la Sinfonía de Varsovia, la Filarmónica Nacional de Varsovia y la Filarmónica de Cracovia.
Además de su participación con orquestas polacas en el extranjero en varios festivales en Europa y Japón, da conciertos en la mayoría de los países europeos, así también como el Líbano y América del Sur. El 2012 Rubén Silva fue distinguido con la Cruz de Oro al Mérito por autoridades polacas.